# Curanderisme

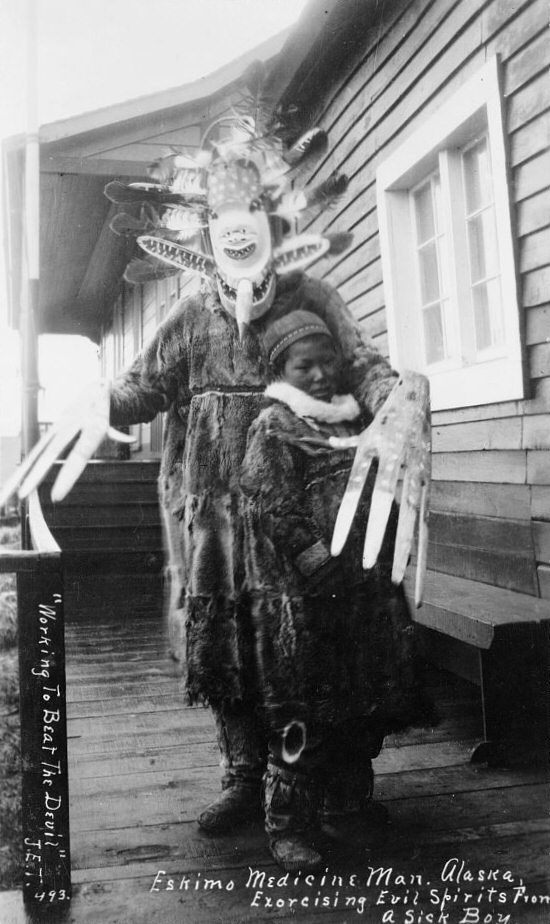
Xaman Yupik exorcitzant el mals esperits d'un nen malalt. Nushagak, Alaska, 1890.

El curanderisme és la pràctica dels curanderos que són persones que exerceixen de metges sense ser-ho i usen procediments màgics i sobrenaturals per curar malalts o alleugerir els símptomes de les malalties.
El curandero i el curanderisme ve a ser el terme modern equivalent al del xaman i el xamanisme.
El curanderisme té relacions amb la medicina tradicional i la medicina alternativa, però mai és exercit pels professionals de la medicina reglada. Els curanderos pretenen guarir els mals físics i els mals espirituals.
Continua existint el curanderisme en la societat actual i és especialment present i actiu a Amèrica Llatina (al Brasil, de les persones que el practiquen se'n diuen "curandeiros") i a la població hispana del sud-oest dels Estats Units.
Els curanderos poden tenir coneixements empírics de la medicina, o bé tenir la pretensió de guarir malalties per mitjans màgics o religiosos. Aquest últim cas, es tracta d'un tipus especial de curanderos anomenats saludadors (paraula que deriva de salut) i són homes o dones a qui se'ls atribueix el do màgic de poder guarir certs mals amb contactes físics, amb l'alè o amb paraules especials.
Els curanderos i saludadors sovint tracten de sanar els "espatllats", vocable tradicional i imprecís relacionat amb l'equivalent més modern, d'herniats, amb massatges i estirades dels braços. També pretenen guarir les cremades, mossegades de gossos amb la ràbia o, fins i tot, el mal d'ull i extingir incendis. Com a exemple de la popularitat que va tenir el curanderisme a Catalunya es pot citar el comediògraf del segle xix Jaume Piquet, el qual dedicà una obra de teatre al curandero del barri de Sants de Barcelona.

## El curanderisme a Amèrica llatina
El curanderisme pot ser entès com un sistema hoslístic de la medicina popular d'Amèrica llatina. Aquest tipus de medicina popular té les característiques específiques de la zona on es practica (Guatemala, Nicaragua, Honduras, Argentina, Mèxic, la regió sud-oest dels Estats Units, etc.). El curanderisme fusiona les creences religioses, la fe i la pregària amb l'ús de plantes medicinals (tabac, ayahuasca, etc.), el massatge, l'aigua beneita i altres mètodes tradicionals de guarir.
L'objectiu del curanderisme és crear un equilibri entre el pacient i el seu ambient per a guarir-lo.
A l'Argentina, les dones curanderes reben el nom de "remedieras".
Els orígens del curanderisme a Amèrica llatina entronquen amb les cultures precolombines asteques, maies, etc. Aquestes antigues cultures natives creien que hi havia un delicat equilibri entre la salut, la natura i la religió. La malaltia apareixia quan en alguna d'aquestes àrees es trencava l'equilibri. Els jardins de plantes medicinals tradicionals van ser destruïts pels conqueridors europeus, però la tradició popular va conservar la memòria i l'ús d'aquestes plantes. Al mateix temps, les pregàries dels sants del catolicisme es van integrar en els rituals tradicionals de guariment i, així, es va originar el curanderisme.